# Kids Stories
Pour plus de détails, voir Fiche technique et Distribution.
Kids Stories est un film français réalisé par Siegfried et sorti en 2012.

## Fiche technique
- Titre : Kids Stories
- Réalisation :  Siegfried
- Scénario : Siegfried
- Photographie : Siegfried
- Son : Valérie de Loof et Siegfried
- Mixage : Vincent Arnardi
- Montage : Hervé Schneid
- Musique : Siegfried
- Pays de production :  France
- Durée : 90 minutes
- Dates de sortie : 
  - Russie : 2012 (Festival de Sakhaline)
  - France : 1er octobre 2014[1]

## Récompense
- Prix du public au Sakhalin International Film Festival 2012[2]